# 共康路
共康路是中國上海市寶山區庙行镇一條東西走向道路，道路西起長康路，東至共和新路以東。路名分別來自共和新路以及康家村的第一個字。
道路始建於1980年。1986年改建为混凝土路面。1989年12月道路命名為共康路。1994年，共康路拓宽至15米，红线规划24米。2004年，庙行镇當局对共康路沿街门面、人行道、绿化、路灯等进行改造。